# Astrocaryum mexicanum
Espèce
Astrocaryum mexicanum est une espèce de palmiers à feuilles pennées.